# Rok Čeferin
Rok Čeferin, slovenski pravnik, 5. maj 1964, Ljubljana.
Rok Čeferin izhaja iz znane slovenske pravniške družine. Specializiran je za civilno in medijsko pravo. Po diplomi na ljubljanski Pravni fakulteti se je zaposlil v odvetniški pisarni svojega očeta Petra Čeferina, z njim in bratom Aleksandrom Čeferinom pa je kasneje ustanovil odvetniško družbo Čeferin in partnerji.  
Od leta 2019 deluje kot sodnik Ustavnega sodišča Republike Slovenije, leta 2021 je postal tudi njegov podpredsednik. 15. decembra 2024 je nastopil položaj predsednika ustavnega sodišča. Ukvarja se tudi z znanstvenim delom.  

## Izobraževanje in pravniško delo
Rok Čeferin je maturiral na Bežigrajski gimnaziji v Ljubljani leta 1983, diplomiral pa na Pravni fakulteti Univerze v Ljubljani leta 1989. Istega leta se je zaposlil v odvetniški pisarni svojega očeta Petra Čeferina in po opravljenem pravosodnem izpitu v tej pisarni nadaljeval delo kot odvetnik. 
Leta 1993 je skupaj z očetom in bratom Aleksandrom Čeferinom ustanovil Odvetniško družbo Čeferin in partnerji, v kateri je deloval kot odvetnik in bil hkrati eden od njenih direktorjev. Leta 2012 je na Pravni fakulteti Univerze v Ljubljani doktoriral z doktorsko disertacijo na temo svobode medijev. Odvetniška zbornica Slovenije mu je podelila naslov specialist za civilno in medijsko pravo.

### Ustavni sodnik
Leta 2019 je bil Rok Čeferin izvoljen za ustavnega sodnika, mandat je nastopil 28. septembra 2019. 16. decembra 2021 je postal podpredsednik Ustavnega sodišča RS. Večkrat se je javno zavzel za varstvo neodvisnega sodstva kot pogoja za svobodno in demokratično družbo.
24. oktobra 2024 je bil izvoljen za predsednika Ustavnega sodišča Republike Slovenije, položaj je nastopil 15. decembra 2024.

## Strokovno in znanstveno delo
Rok Čeferin je strokovnjak na področju prava človekovih pravic, predvsem na področju pravice do svobode izražanja. Izdal je znanstveno monografijo z naslovom Meje svobode tiska. Analiza sodne prakse Ustavnega sodišča Republike Slovenije in Evropskega sodišča za človekove pravice in več kot 50 strokovnih in znanstvenih člankov s področja civilnega in medijskega prava ter prava človekovih pravic v domačih in tujih strokovnih revijah. Predaval je na številnih seminarjih in konferencah, med drugim tudi v okviru Slovenske akademije znanosti in umetnosti in na različnih srečanjih slovenskih sodnikov, odvetnikov in državnih tožilcev. Od leta 2015 predava o svobodi tiska študentom novinarstva na Fakulteti za družbene vede Univerze v Ljubljani, kjer je bil tudi habilitiran za docenta in znanstvenega sodelavca. Sodeloval je tudi pri pripravi in komentarju več zakonov, med drugim v komisiji za pripravo komentarja Kazenskega zakonika (2018) in v Strokovni komisiji za pripravo sprememb in dopolnitev Zakona o medijih (2019). Njegova stališča glede meja svobode izražanja so večkrat citirala sodišča v obrazložitvah svojih sodb.
V svoji 30 letni odvetniški praksi je Rok Čeferin zastopal svoje stranke v številnih odmevnih zadevah. Med drugim je proti Rimsko katoliški cerkvi zastopal žensko, ki jo je kot otroka spolno zlorabil duhovnik. V tej zadevi je bila RKC prvič pred sodiščem obsojena na plačilo odškodnine zaradi ravnanja svojega duhovnika. 

## Zasebno življenje
Rok Čeferin se je rodil leta 1964 v Ljubljani Ani Čeferin (rojeni Jelen) in Petru Čeferinu. Ima brata Aleksandra Čeferin in sestro Petro Čeferin. Bil je aktiven športnik. Treniral je atletiko pri atletskem klubu Olimpija in leta 1982 osvojil bronasto medaljo na državnem prvenstvu v disciplini 2000 m steeplechase. 
Leta 1990 se je poročil s Katjušo Čeferin (rojeno Kerin), pravnico in državno tožilko. Imata tri otroke: Gajo Čeferin, Hano Čeferin in Petra Čeferina. V prostem času igra kitaro v rock glasbeni skupini Ni važn.